# 国鉄モハ11形電車

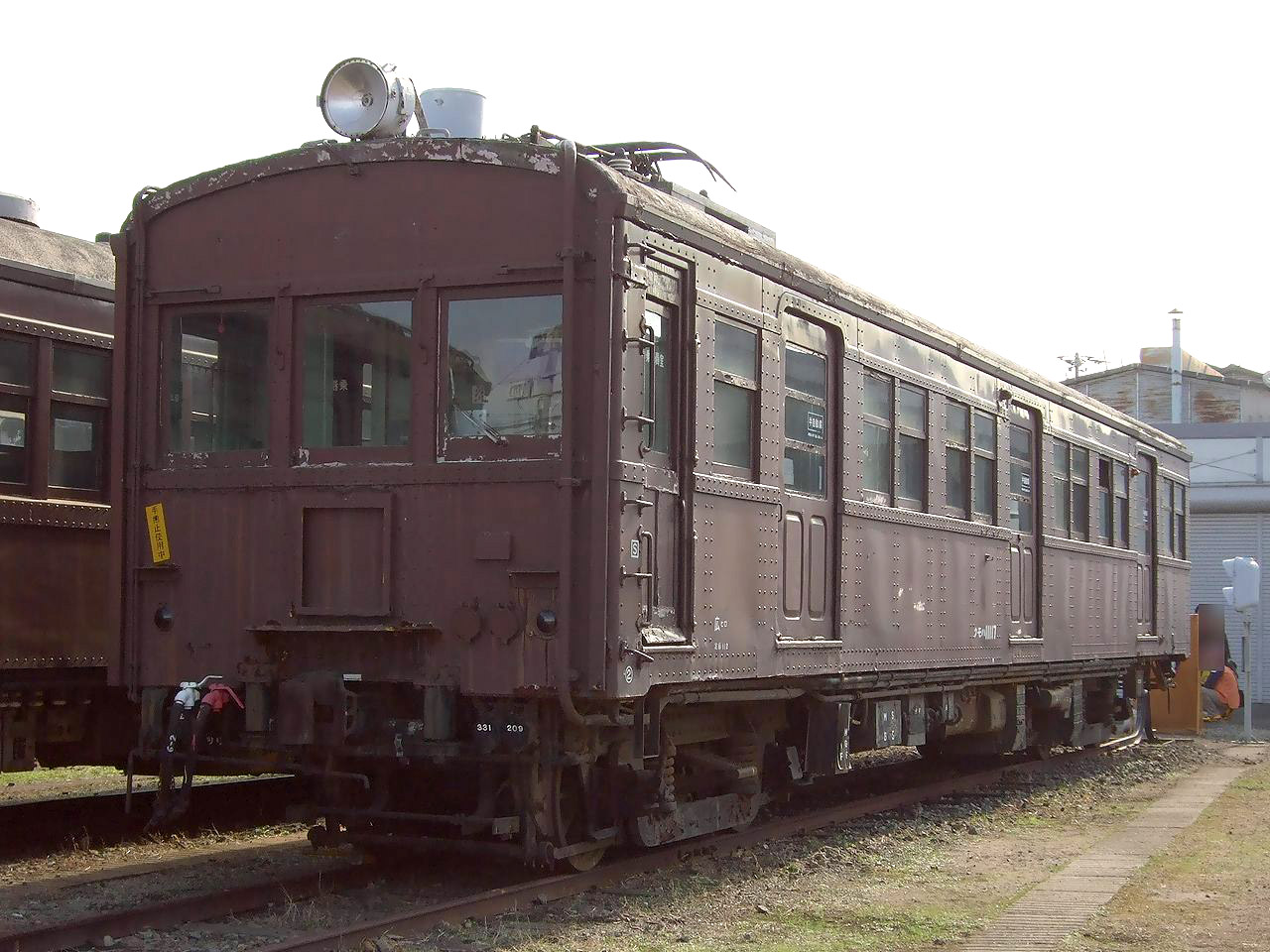
クモハ11117

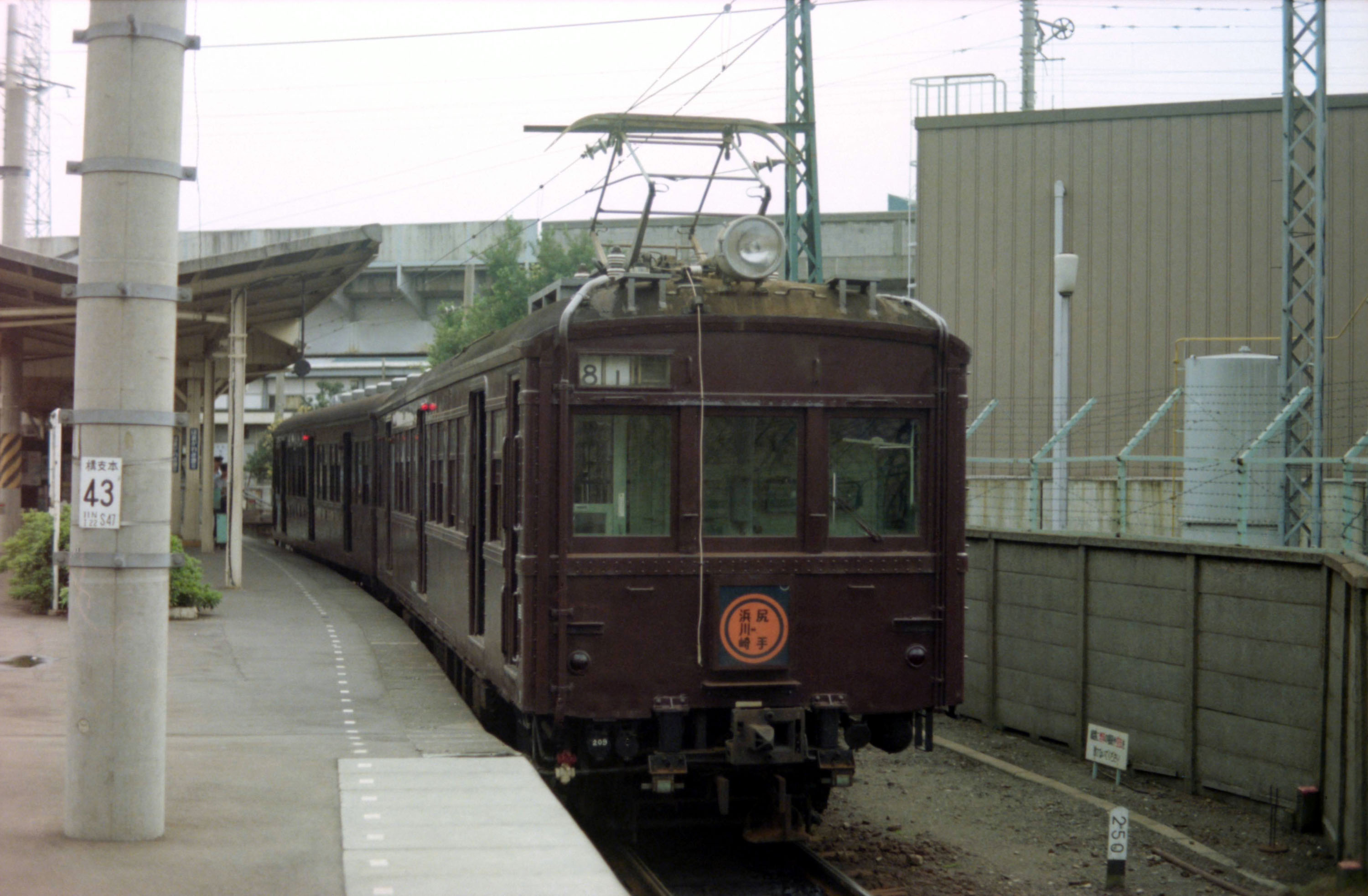
クモハ11形200番台（手前）

モハ11形は、かつて日本国有鉄道（国鉄）に在籍した旧形（旧性能）電車である。1953年（昭和28年）6月1日に実施された車両称号規程改正（改番）により片運転台式の片側3扉でロングシートの全長17m級三等制御電動車に与えられた形式である。旧モハ30形、モハ31形、モハ33形およびモハ50形が本形式に改称された。その内訳は次のとおりである。
1. 11000 - 11060 : 1928年（昭和3年）10月1日に施行された1928年（昭和3年）車両称号規程改正により、モハ30形と称する100kW主電動機とTR14(DT10)形台車を装備したものを改番したもの。モニタールーフ。詳細は国鉄30系電車#モハ11形を参照。
2. 11070 - 11084 : 1．と同じくモニタールーフであるが、台車がTR22(DT11)形台車を装備した1928年製グループ。詳細は国鉄30系電車#モハ11形を参照。
3. 11100 - 11140 : モハ30形の屋根をモニタールーフから単純な切妻丸屋根に改造し改称したもの。1.のグループに対応し、DT10形台車を装備する。詳細は国鉄30系電車#モハ11形を参照。
4. 11150 - 11161 : モハ30形の屋根をモニタールーフから単純な切妻丸屋根に改造し改称したもの。2.のグループに対応し、DT11形台車を装備する。詳細は国鉄30系電車#モハ11形を参照。
5. 11200 - 11270 : モハ31形を改番したもの。詳細は国鉄31系電車#モハ11形を参照。
6. 11300 - 11307 : モハ33形を改番したもの。詳細は国鉄33系電車#モハ11形を参照。
7. 11401 - 11517 : モハ50形を改番したもの。詳細は国鉄50系電車#モハ11形を参照。

これらは、1959年（昭和34年）6月1日に施行された車両称号規程改正により、制御電動車に対し新たに記号「クモ」が制定されたため、本形式はクモハ11形に改称（番号は不変）された。